# Hawaiioscia parvituberculata
Hawaiioscia parvituberculata är en kräftdjursart som beskrevs av Schultz 1973. Hawaiioscia parvituberculata ingår i släktet Hawaiioscia och familjen Philosciidae. Inga underarter finns listade i Catalogue of Life.